# シェンナ
シェンナ (sienna) は、水和酸化鉄を主成分とし、ケイ酸コロイドと少量のマンガンを含む天然の土を原料とする、やや黒味を帯びた黄褐色の顔料。
オーカーやアンバーと並び、人類が最も古くから用いた天然顔料の1種であり、洞窟の壁画などにも見られる。

## ローシェンナとバーントシェンナ
焼いていないものはローシェンナ (raw sienna) と呼ばれ、黄味の強い色をしている。焼いたものはバーントシェンナ (burnt siennna) と呼ばれる酸化第二鉄を主成分とした赤褐色の顔料として用いられる。

## 産地
シェンナという名前は、原料となる土がイタリア・ルネサンスの中心地、トスカーナ地方の都市シエーナ (Siena) に産出したことに由来する。現在は、イタリアのサルデーニャ島やシチリア島のほか、アパラチア山脈でとれるものが多く使用されている。

## 色のシェンナ
ローシェンナ、バーントシェンナは色名としても用いられる。
日本工業規格では、JIS慣用色名として右のようにマンセル値で色が定義されている。
Colour Index Generic Name はローシェンナ、バーントシェンナともにアンバー等と同じ Pigment Brown 7、若しくは Pigment Yellow 43。